# Automolis bicolora
Automolis bicolora is een vlinder uit de familie spinneruilen (Erebidae), onderfamilie beervlinders (Arctiinae). De wetenschappelijke naam van de soort is voor het eerst geldig gepubliceerd in 1856 door Walker.
Deze nachtvlinder komt voor in tropisch Afrika.